# 8347 Лалавард
8347 Лалавард (8347 Lallaward) — астероїд головного поясу, відкритий 21 квітня 1987 року.
Тіссеранів параметр щодо Юпітера — 3,432.